# Nightflyers
Nightflyers è una novella del 1980 scritta da George R.R. Martin, facente parte di una raccolta di racconti del 1985 dello stesso autore che include il romanzo, e un film di fantascienza del 1987 basato su quel romanzo.

## Novella
Originariamente scritta nel 1980, la novella di 23.000 parole è stata pubblicata da Analog Science Fiction and Fact. Nel 1981, su richiesta del suo editore James Frenkel, Martin ha ampliato la storia in un pezzo di 30.000 parole, che è stato pubblicato da Dell Publishing insieme a True Names di Vernor Vinge. Nella versione estesa, Martin ha fornito ulteriori retroscena sui vari personaggi e ha introdotto diversi personaggi secondari che non erano stati nominati nella versione originale.
Nightflyers è ambientato nell'universo immaginario dei "MilleMondi" come molte altre opere di Martin, tra cui La luce morente, I Re di sabbia, Una canzone per Lya , La Via della Croce e del Drago e le storie raccolte in Il viaggio di Tuf.
Nel 1981, Nightflyers vinse il Premio Locus per il miglior romanzo breve e fu nominato per il Premio Hugo per il miglior romanzo breve. Il racconto è stato anche il vincitore del Premio Seiun del 1983 in Giappone per lo short fiction straniero.

## Adattamenti
Nel 1987 è stato distribuito il film Misteriose forme di vita tratto dal racconto.
Nel 2017, Syfy ha sviluppato un progetto per una serie TV basata sulla novella Nightflyers. La sceneggiatura dell'episodio pilota è stata scritta da Jeff Buhler. Martin non sarà coinvolto nella produzione o nella scrittura della nuova serie, dal momento che il suo contratto con HBO contiene una clausola di esclusività con il canale. La serie sarà girata in Irlanda e sarà presentata in anteprima a luglio 2018; il produttore sarà Daniel Cerone.
Il 6 dicembre 2017, Jodie Turner-Smith è stato annunciato nel ruolo di Melantha Jhirl. Il 4 gennaio 2018 è stato annunciato che Netflix coprodurrà lo show e terrà per prima i diritti di esecuzione al di fuori degli Stati Uniti della serie.